# Klaviersonate Nr. 1 (Skrjabin)
Die 1. Klaviersonate f-Moll ist das op. 6 des russischen Komponisten und Pianisten Alexander Skrjabin (1872–1915). Sie reflektiert – besonders im als Trauermarsch gestalteten Finale – seine Befürchtung, die rechte Hand nicht mehr pianistisch einsetzen zu können.

## Entstehung
Skrjabins 1. Klaviersonate f-Moll op. 6 entstand im Sommer 1892. Sie ist allerdings nicht Skrjabins erster Beitrag zu dieser Gattung, vorausgegangen waren zwei Jugendwerke in gis-Moll und es-Moll (beide ohne Opuszahl). Skrjabin hatte sich zuvor eine langwierige Verletzung der rechten Hand zugezogen, vermutlich eine Sehnenscheidenentzündung durch übermäßiges Klavierüben. Skrjabin befürchtete, bestärkt durch pessimistische Ärzte, seine gerade begonnene Laufbahn als Klaviervirtuose nicht fortsetzen zu können. Den Bezug zu seiner in dieser Zeit komponierten Klaviersonate (1894 schrieb er überdies 2 Stücke für die linke Hand op. 9) stellte Skrjabin 1906 selbst in einer autobiographischen Notiz her, in der er schrieb: […] Grollen gegen das Schicksal und gegen Gott. Komposition der Ersten Sonate mit dem Trauermarsch.

## Charakterisierung
Die Sonate mit einer Spieldauer von etwa 20 Minuten ist viersätzig:
- I. Allegro con fuoco
- II. Adagio
- III. Presto
- IV. Funebre

Der 1. Satz folgt der klassischen Sonatensatzform. Der elegische 2. Satz ist dreiteilig (Struktur A-B-A). Der 3. Satz ist ein Rondo mit Scherzocharakter, der 4. stellt einen langsamen Trauermarsch dar. In extremer Ausweitung der Dynamik ist im letzten Satz eine mit Quasi niente überschriebene Passage in vierfachem Piano notiert.
Die vier Sätze weisen eine enge thematische Verbindung auf. Bereits im ersten Thema des 1. Satzes erklingt die Tonfolge f-g-as, die auch im 3. Satz erscheint und das Thema des abschließenden Trauermarsches prägt. Am Ende des 3. Satzes erscheint das zweite Thema des Kopfsatzes wieder. Stilistisch weist die Sonate Einflüsse von Liszt und Chopin auf (der Trauermarsch erinnert deutlich an dessen b-Moll-Sonate), der dritte Satz gemahnt hingegen stellenweise an Brahms.
Die 1. Klaviersonate ist das erste Werk Skrjabins, das im Verlag des einflussreichen Verlegers und Musikmäzens Beljajew erschien. Sie brachte dem Komponisten ein Honorar von 400 Rubel ein.
Skrjabin spielte seine 1. Klaviersonate lediglich ein einziges Mal komplett in der Öffentlichkeit: Im Februar 1894 in St. Petersburg (den Trauermarsch spielte er allerdings gelegentlich isoliert), was in Selbstzweifeln oder traumatischen Erinnerungen an die damit verbundene Krise begründet sein könnte.